# 新居浜太鼓祭り

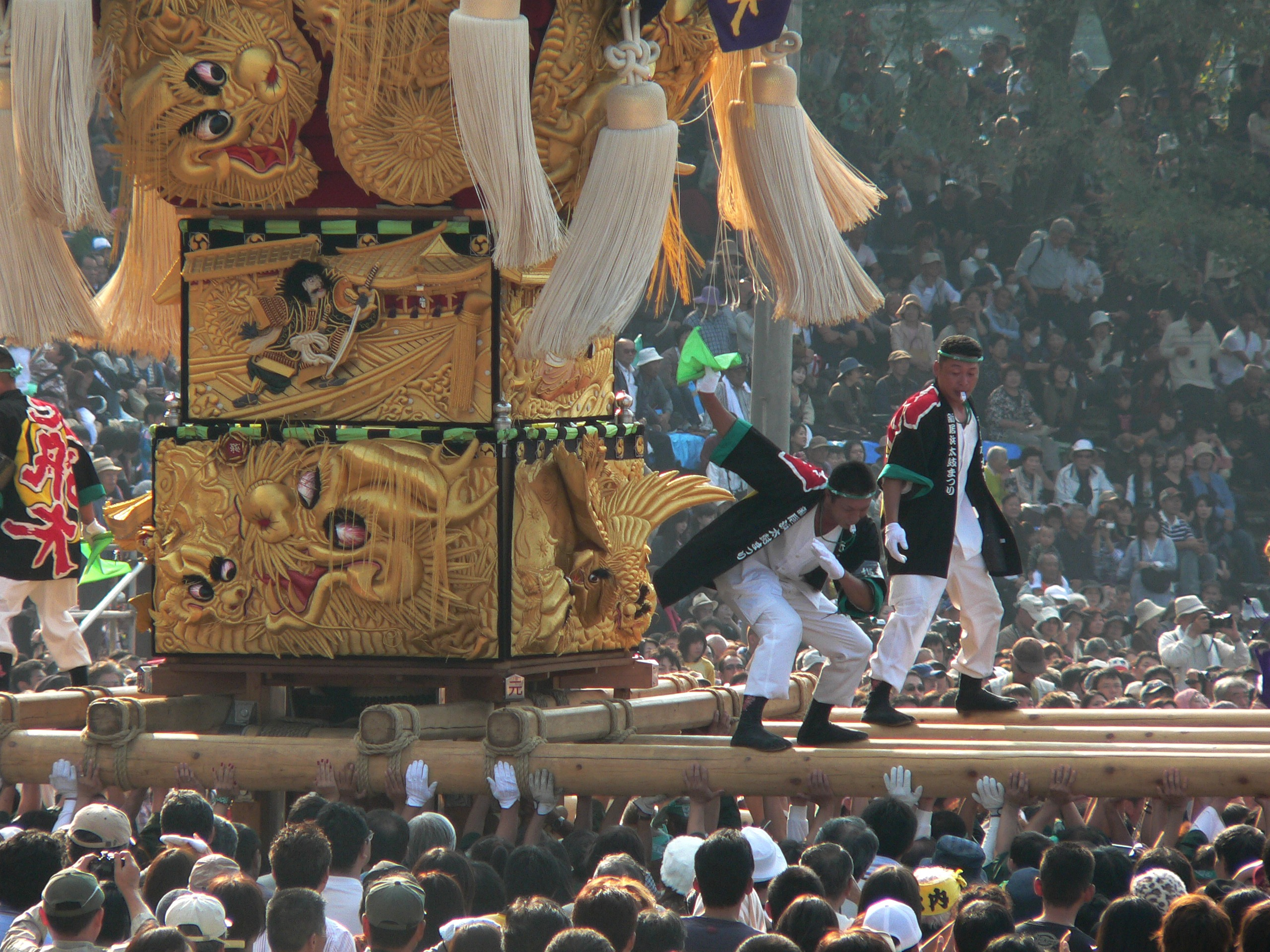
新居浜太鼓祭り

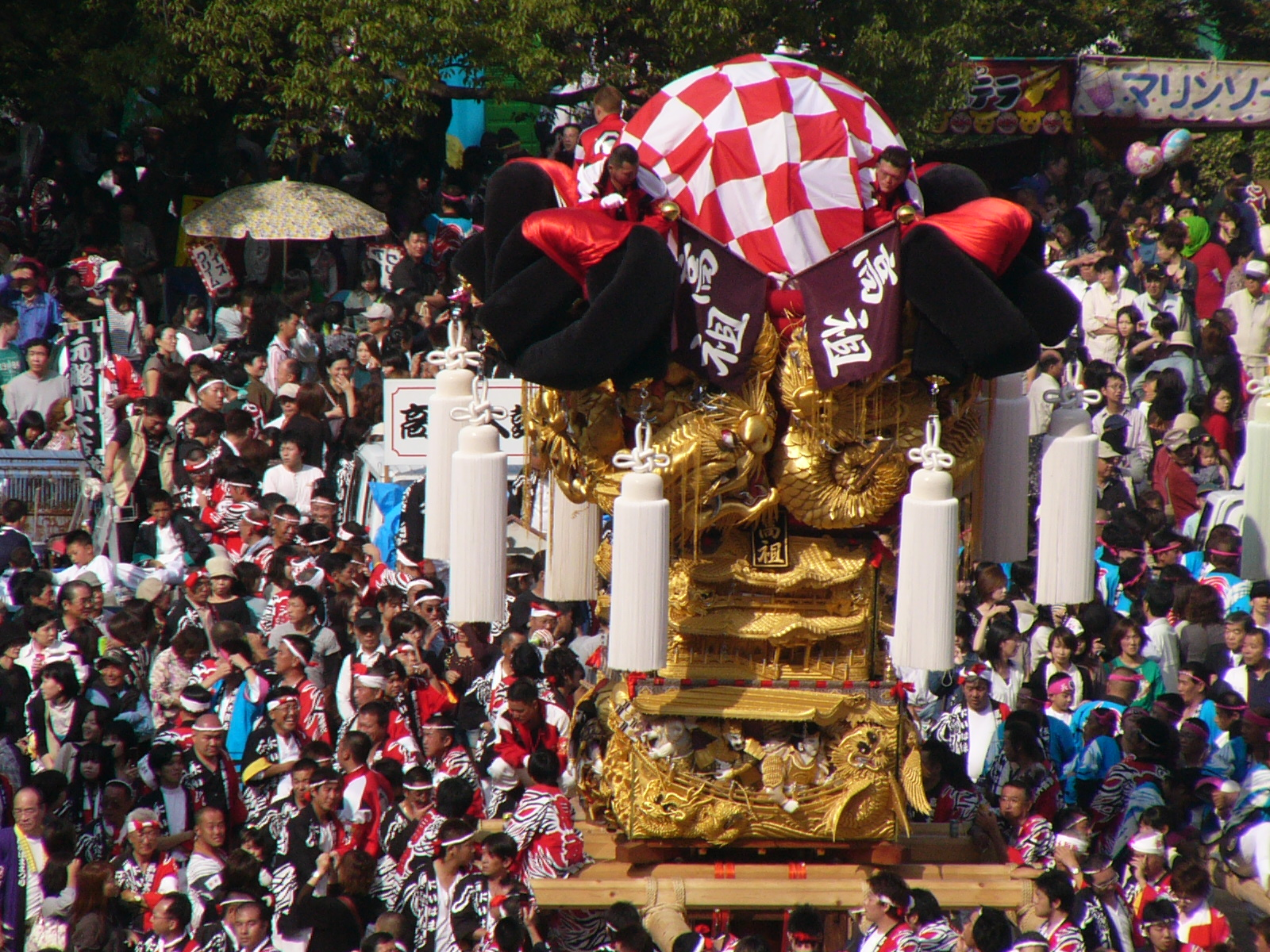
山根グラウンドかきくらべ

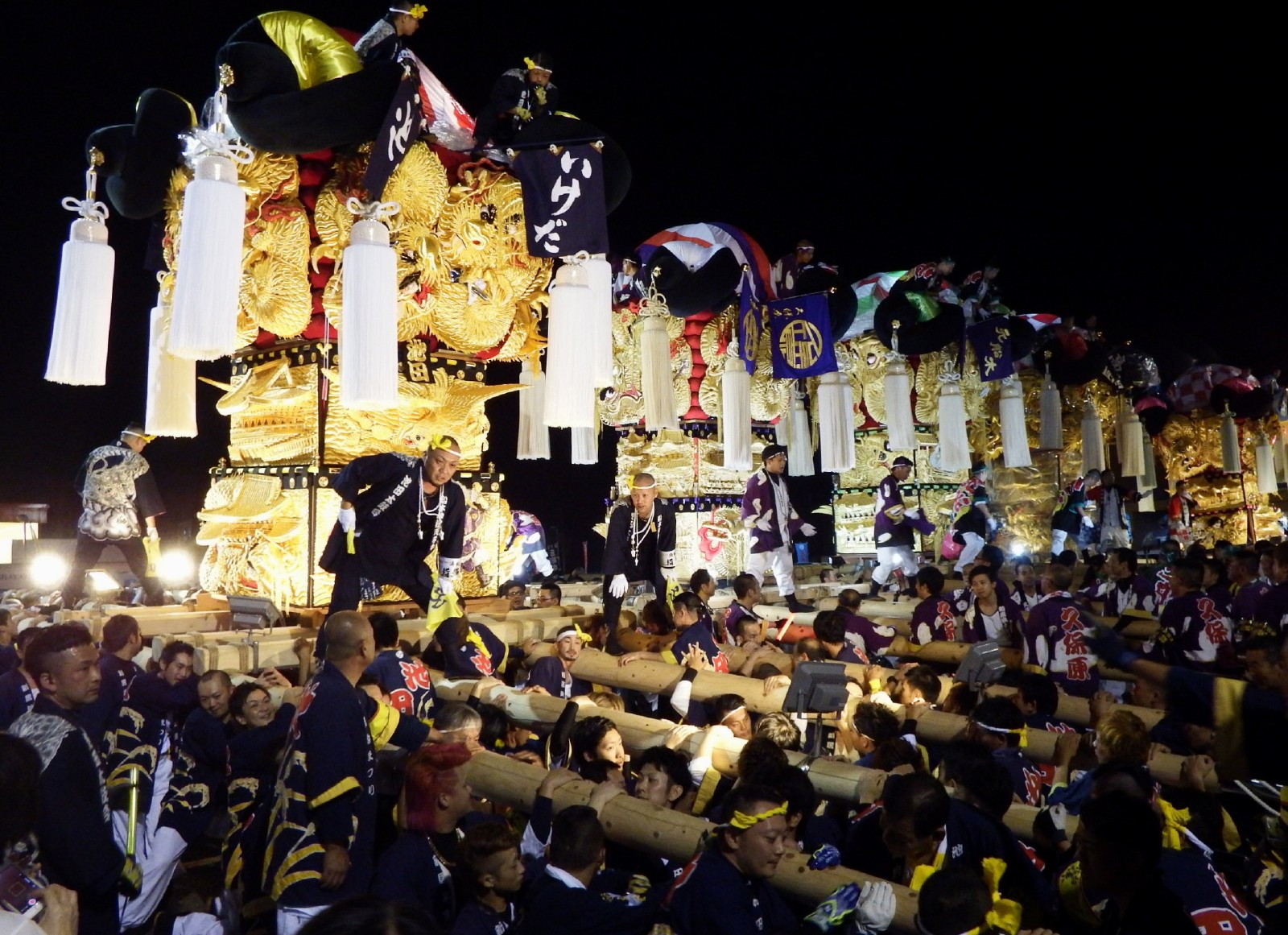
夜太鼓

新居浜太鼓祭り（にいはまたいこまつり）は、愛媛県新居浜市の秋祭りである。徳島の阿波踊り・高知のよさこい祭りと並ぶ四国三大祭りとしても知られており、日本三大喧嘩祭りとしても数えられている。また祭事そのものの起源は古く平安時代まで遡る。
毎年10月16日から18日（一部地域では10月15日から）までの3日間開催され、新居浜市内の諸地区あわせて全54台の金糸刺繍で彩られた巨大な太鼓台（たいこだい）と呼ばれる山車が練り歩く。

## 概要
太鼓台と呼ばれる巨大な山車は高さ6.5メートル、担ぎ棒の長さ12メートル（×4本）、重さ2トンにもなる巨大な太鼓台が200人以上の「かき夫」と呼ばれる男衆によって担ぎ上げられる。
太鼓台の飾りは、最上部の「天幕」は天を表し、四隅の黒い「括（くくり）」は雲を、白い「房」は雨を表している。金糸で刺繍された豪華な飾り幕は、上段の金龍は「布団締め」（昇り龍・降り龍）、中段は「上幕」、下段は「高欄幕」と呼ばれ、計16枚（太鼓台1台あたり）となっている。また、太鼓台上段部の布団締めが飾られている部分を「重」と呼び、朱色の座布団が重ねられており、祭礼中はこの座布団に神様を招き（いただき）、練り歩くという古代からの伝承も残されている。
新居浜市内で運行される太鼓台は54台で、これらは大きく川西・川東・上部の3地区に分けられており、各委員会・協議会（川西・川東・川東西部・中萩・角野・泉川・船木）にそれぞれが所属し、統一された運営のもと祭りが執り行われる。各太鼓台は、地元自治会や、青年団などによって維持管理される。
また地元では太鼓台（たいこだい）を伝統的に「太鼓（たいこ）」と呼ぶ。

## 歴史
新居郡の祭礼の起源は平安時代との云われがある。現在の太鼓台が書物に登場する最古のものは江戸時代からであり、初期の祭礼では御神輿のお供をする山車の一種にすぎなかったが、年月を経て祭りの中心的存在となった。瀬戸内海沿岸や近畿地方の地域にも、太鼓台を奉納する類似した祭りがあることから、海上交通・貿易や漁業などを通じて各地に拡がり、その土地ごとに様式や運行方法が独自に発達したとも考えられている。太鼓台の記録としては、江戸時代後期の文政年間 (1818年 - 1830年)の物で、当時は「神輿太鼓」の名称であったが、時代を経て「太鼓台」、後年には「太鼓」と表記される様になった。
明治初期以降、別子銅山の近代化・海岸部の工場建設などにより新居浜市は経済的にも人材的にも活気づいた。また、太鼓台を運営する地区同士が対抗意識や財力・体力自慢を見せるようになり、太鼓台は巨大化し、金糸刺繍による重厚で豪華な幕で飾るなどして、年々より大きく、より華やかなものへと変貌した。それに伴い重量も増え、かき夫も数を増していき、現在では一台あたり約200人以上のかき夫によって担がれている。
また、現代の新居浜型の太鼓台は周辺の県市町村の太鼓台にも多大な影響を与えており、隣接する四国中央市(土居太鼓祭り)や西条市、また香川県でも新居浜型の太鼓台が使用されている地域がある。

### 年表・主な出来事

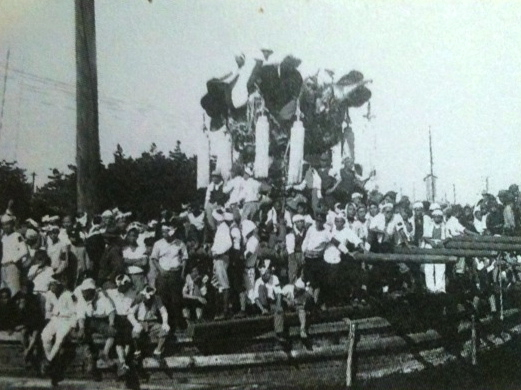
船御幸（1935年）

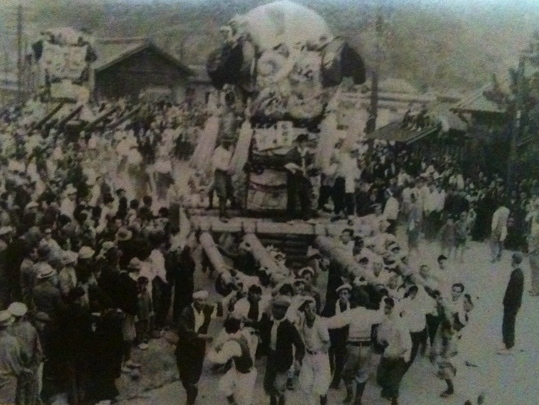
多喜浜駅前（1955年）

- 平安時代、鎌倉時代 - 地域の伝承などによると新居郡祭礼の起源は平安時代まで遡るとされている[2]。
- 江戸時代 - 樽神輿や藁神輿などが主であったが江戸時代になると神輿太鼓が登場する（大きさは子供太鼓台程度）。
- 五穀豊穣・安全祈願として地域の興隆・繁栄に努めた沢津村（澤津）、宇高村（宇高）、垣生村（町・本郷・山端）、松神子村（田の上・松神子）の神輿太鼓が八幡神社の神輿に供奉する山車として八幡神社に宮入（奉納、祭礼行事）をおこなうようになる。
- 明治時代中期 - 別子銅山開坑により産業が発展し、地域経済が発達するにつれて太鼓台の大型化が進み、明治中期には現在の太鼓台と同じくらいの大きさになり、飾り幕は豪華に、また天幕も膨らみを持ったものを付けるようになる。
- 1937年（昭和12年）から1939年（昭和14年） - 全太鼓台、出場見合わせ。
- 1951年（昭和26年） - 新居浜市太鼓台運営協議会、発足。上部地区太鼓台運営委員会が発足、後に各地区でも発足。
- 1953年（昭和28年） - 昭和天皇を奉迎。
- 1966年（昭和41年） - 市内各地区で、それぞれで開催されていた日程を、10月16日から18日の3日間に統一され、上部・川西・川東の市内3地区による統一祭りとなる。
- 1969年（昭和44年） - 日本万国博覧会出演太鼓台の審査会、開催。
- 1970年（昭和45年） - 大江、江口太鼓台が、日本万国博覧会に出演。これを皮切りに太鼓台の派遣事業を本格的に開始。
- 1971年（昭和46年） - 市役所通り（現在の県道13号線。平和通りとも）に市内3地区（当時）から20台が集結し、「にいはま太鼓寄せ」を開催。「新居浜太鼓まつり推進委員会」が発足し、平和運行への取り組みがより具体化される。
- 1972年（昭和47年） - 岸之下、松神子太鼓台が、多喜浜駅前、八幡神社でよさこい鳴子踊りと交歓。
- 1973年（昭和48年） - 中須賀、東町太鼓台が、阿波踊りと交歓。
- 1974年（昭和49年） - 新居浜太鼓台保存会、発足。太鼓台の文化・観光価値の向上が目的。船御幸に太鼓台専用船が登場。
- 1975年（昭和50年） - 統一寄せ、見送り。
- 1986年（昭和61年） - 市制施行50周年前年祭とし、県道134号に川西地区と上部地区から17台が集結し、合同寄せ開催。北内、新田、松神子太鼓台が、第9回ふるさと世田谷区民祭りに出演。久保田太鼓台が、第28回全国交歓会松山大会に出演。
- 1987年（昭和62年） - 市制施行50周年を記念し、国領川緑地に29台が集結し、初の市内全地区統一寄せを開催。
- 1989年（平成元年） - 大江、楠崎、長野太鼓台が、スポレク愛媛89に出演。大江、北内、松神子太鼓台が、プレ国民文化祭に出演。
- 1990年（平成2年） - 新田、中須賀太鼓台が、丸亀お城祭りに出演。宇高、中筋、西町太鼓台が、第5回国民文化祭・愛媛90に出演。
- 1991年（平成3年） - 川東地区が分裂運行。これにより、川東西部地区太鼓台運営委員会が発足。浮嶋太鼓台（川東地区）が新設。北内、新田、中筋、高祖太鼓台が、マイントピア別子で、山御幸を開催。
- 1992年（平成4年） - 岸影太鼓台（大生院地区）が新調。
- 1993年（平成5年） - 久保田太鼓台が、第21回チンゲイ・パレードに出演。中筋、町太鼓台が、第13回全国豊かな海づくり大会に出演。川東地区でも船御幸が開催。喜光地太鼓台（上部地区）、土橋太鼓台（上部地区）、本郷太鼓台（上部地区）、上本郷（大生院地区）が新設。
- 1994年（平成6年） - 新須賀太鼓台（川西地区）が新設。上泉太鼓台（上部地区）新調復活。久保田太鼓台（川西地区）、元船木太鼓台（上部地区）が新調。
- 1995年（平成7年） - 松木坂井太鼓台（上部地区）新調復活。
- 1996年（平成8年） - 喜来太鼓台（大生院地区）新設。
- 1997年（平成9年） - 市制施行60周年を記念し、楠中央通りに39台が集結し、2回目の市内全地区統一寄せを開催。上原太鼓台（上部地区）、萩生東太鼓台（上部地区）新設。
- 1998年（平成10年） - 下泉太鼓台（上部地区）新調復活。
- 1999年（平成11年） - 北内、萩生東太鼓台が、御堂筋パレードに出演。下郷太鼓台（川東地区）が新設。大江太鼓台（川西地区）、本郷太鼓台（川東西部地区）、白浜太鼓台（川東地区）が新調
- 2001年（平成13年） - 澤津太鼓台が、地域伝統芸能まつりに出演。長野太鼓台（上部地区）が新調。
- 2002年（平成14年） - 宇高太鼓台が、2002 FIFAワールドカップ開会式前夜祭に出演。庄内太鼓台（川西地区）、東雲太鼓台（川東西部地区）が新設。田の上太鼓台（川東地区）が新調。
- 2003年（平成15年） - 久保原太鼓台（上部地区）が新設。元船木太鼓台（上部地区）、高祖太鼓台（上部地区）が新調。
- 2004年（平成16年） - 川東地区の6台（阿島、楠崎、白浜、新田、東浜、又野）が9月の豪雨被害により運行自粛。
- 2005年（平成17年） - 松乃木太鼓台（川東西部地区）が新設。角野新田太鼓台（上部地区）、中須賀太鼓台（川西地区）、西町太鼓台（川西地区）が新調。
- 2006年（平成18年） - 口屋太鼓台（川西地区）が新設。
- 2007年（平成19年） - 市制施行70周年を記念し、国領川緑地にて3回目の統一寄せを開催。上部地区は参加せず、山根公園で市制施行70周年記念統一かきくらべを実施。この様子は、NHK BS2で全国放送された。
- 2008年（平成20年） - 川西地区で、1966年以降初の週末開催（10月第3金土日）、実施。一宮の杜ミュージアムと名付けられた一宮神社参道に南北120メートルの桟敷席、設置。東田太鼓台（上部地区）が新設。萩生西太鼓台（上部地区）、又野太鼓台（川東地区）が新調。
- 2009年（平成21年） - 江口太鼓台（川西地区）、東浜太鼓台（川東地区）が新調。
- 2010年（平成22年） - 新居浜市太鼓祭り推進委員会が、平成22年度高円宮殿下記念地域伝統芸能 活用賞を受賞し、「第18回地域伝統芸能全国フェスティバルにいがた」及び「第10回地域伝統芸能による 豊かなまちづくり大会にいがた」に、岸之下太鼓台が出演。上部地区で週末開催（10月第3金土日）。
- 2011年（平成23年） - 川東地区から、松神子太鼓台・下郷太鼓台・又野太鼓台が脱会。上部地区で2度目の週末開催実施（10月第3金土日）。
- 2012年（平成24年） - 上部地区太鼓台運営委員会が解散し4地区太鼓台運営委員会に分裂(但し、山根グラウンド統一かきくらべは実施する)。船木地区太鼓台運営委員会(5台)、角野地区太鼓台運営委員会(4台)、泉川地区太鼓台運営委員会(4台)、中萩地区太鼓台運営委員会(6台)。川東地区(6台)、川東西部地区(8台)、下郷・又野・松神子地区(3台)の計17台による多喜浜駅前かきくらべ、八幡神社かきくらべが復活。
- 2013年（平成25年） - 震災復興プロジェクトとして宮城県気仙沼市のみなとまつりに口屋太鼓台が参加。川東地区(6台)、川東西部地区(8台)、下郷・又野・松神子地区(3台)の計17台による河川敷公園かきくらべが復活。宇高太鼓台（川東西部）、西原太鼓台（川西）が新調。金栄太鼓台（川西）が新設。
- 2015年（平成27年） - 治良丸太鼓台（上部）が新設。川東地区では異例の分離開催となる（分裂騒動の深刻化）。
- 2016年（平成28年） - 上部地区の中筋太鼓台、池田太鼓台、治良丸太鼓台　が新調。（旧中筋太鼓台を購入）
- 2017年（平成29年） - 市制施行80周年を記念し、川西地区、川東地区（川東・川東西部・下又松）、大生院地区による記念行事を実施。本町太鼓台（川西地区）が新設（上部地区の旧池田太鼓台を一式購入）。澤津太鼓台と山端太鼓台が新調。
- 2018年（平成30年） - ふるさと祭り東京に口屋太鼓台が出場。
- 2019年（平成31年・令和元年） - 川東地区の「下郷・又野・松神子太鼓台運営委員会」と「川東太鼓台運営委員会」が「川東太鼓台運営協議会」として再編。大江太鼓台（川西地区）、多喜浜新田太鼓台（川東地区）、上本郷太鼓台（大生院地区）、喜来太鼓台（大生院地区）が新調。ふるさと祭り東京に庄内太鼓台、金栄太鼓台が出場。
- 2020年（令和2年）- ふるさと祭り東京に萩生西太鼓台・萩生東太鼓台・岸之下太鼓台が出場。新型コロナウイルス感染症の感染予防のため開催中止。
- 2021年（令和3年）- 新型コロナウイルス感染症の感染予防のため開催中止（一部で太鼓台展示などを実施）。
- 2022年（令和4年）- 3年振りの開催（新型コロナウイルス感染症の感染予防のため一部制限）。西町太鼓台（川西地区）、岸之下太鼓台（上部地区）、松木坂井太鼓台（上部地区）が新調。
- 2023年（令和5年）- コロナ禍終焉による通常開催。庄内太鼓台（川西地区）が新調。
- 2024年(令和6年) - 岸影太鼓台 (大生院地区) が新調。

## 特徴・見どころ

### かきくらべ
新居浜太鼓祭りの見どころの一つに「かきくらべ」がある。通常は車輪で運行されており、宮入やかきくらべ会場ではその車輪が外されて重さ2トンの太鼓台を200人以上のかき夫の力で担がれる。そして、天高く担ぎ上げる「差しあげ」や、房の割れ方、地面に降ろさずに担ぎ上げている耐久時間などのパフォーマンスを競う。かきくらべは、主に既述した5地区でそれぞれ開催されるほか、2地区以上で合同開催されることもある。また、市内全地区統一寄せも市制施行の10年ごとの周年行事として計画されている。

### 主要なかきくらべ会場
- 川西地区
  - 一宮神社（一宮の杜ミュージアム）（13台）
  - 住友工場前（13台）
  - 大江浜多目的広場（13台）
- 川東地区
  - 多喜浜駅前（17台）
  - 八幡神社（17台）
  - 国領川河川敷（17台）
  - 天神浜通り（9台）
- 上部地区
  - 山根グラウンド（20台）
  - フレッシュバリュー大生院店（11台）
- 大生院地区
  - フレッシュバリュー大生院店（11台）
  - 渦井川原（4台）※西条市の太鼓台7台も参加

### 太鼓台のかき方（担ぎ方）

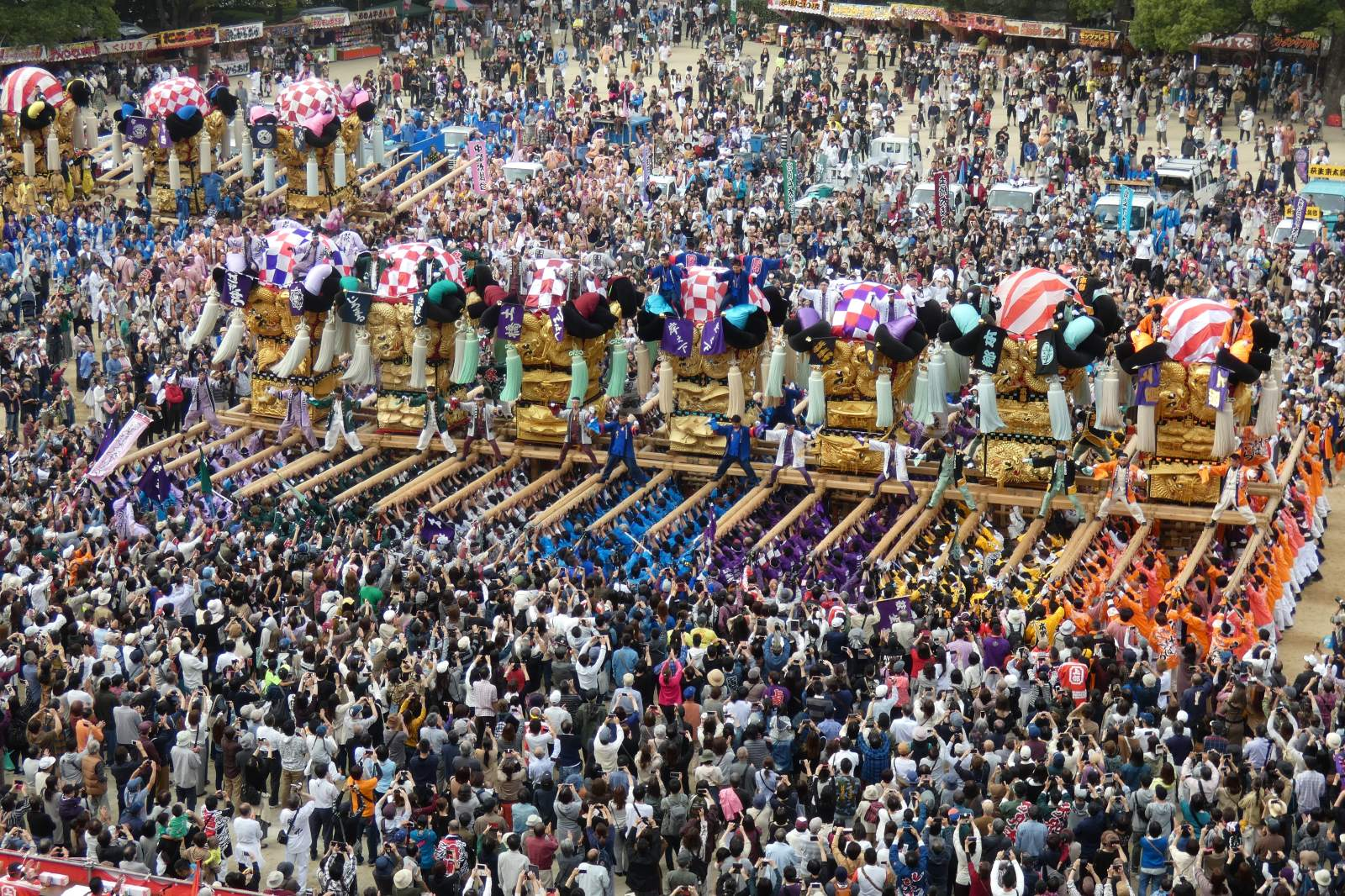
寄せがき（山根グラウンド 2019.10.17）

- 房割り（太鼓のリズムに合わせて太鼓台を揺すり房の先端を割るように揺らす。）
- 差し上げ（指揮者の合図と太鼓のリズムに合わせて一斉に太鼓台を頭上高く掲げる。）
- 差し上げ房割り（太鼓台を頭上高く掲げた状態で房割りをする。）
- 一発差し（太鼓台を担いだ状態から一気に頭上高く掲げる。）
- 除輪（太鼓台の車輪を外す。）
- 小勇み（車輪の弾力を利用してかき棒を手で上下し太鼓台を小刻みに揺らす。）
- 大振り（遅太鼓のリズムに合わせて大きく太鼓台を揺らす。着輪時は差し上げの状態の時のみ出来る。）
- 差し回し（差し上げの状態を維持しながら太鼓台を回転させる。）
- 放り投げ（差し上げた状態からさらに高く太鼓台を数回放り上げる。）
- 差し回し房割り（差し上げの状態を維持し房を割りながら太鼓台を回転させる。）
- 放り差し（何回か放り上げたあとピタッと差し上げた状態で止める。）
- 寄せ回し（寄せがきの状態を維持しながら回転する。大回転とも言う。）
- 寄せがき（2台以上の太鼓台を外側のかき棒を合わせた状態で一斉に差し上げる。）
- 放り回し（差し上げた状態から何度も太鼓台を連続で放り上げながら差し回しをする。）

### 船御幸
船御幸（ふなみゆき）は、豊漁と安全祈願を祈念する行事である。小型船に乗せられた神輿を先導に、大型の専用台船に乗せられた太鼓台が新居浜港本港地区内を一周しながらかきくらべ（さしあげ）などのパフォーマンスを行うこの行事は、新居浜本港周辺にて川西地区が行っている。なお、この船御幸専用台船には、運航関係者とかき夫以外の乗船は禁止されている。

### 内宮神社石段かきあげ神事
新居浜太鼓祭りは内宮神社の「太鼓台石段かきあげ神事」からはじまる。毎年10月16日午前4時の早朝から氏子中、「中筋」「北内」「角野新田」「喜光地」の4台の太鼓台が1年おきに奉納の順番を交代しながら内宮神社大鳥居をくぐる。

## 新居浜市内の太鼓台

### 川西地区13台（川西運営協議会所属）
- 大江、東町、久保田、新田、江口、西町、中須賀、西原、新須賀、庄内、金栄、本町、口屋

### 川東地区17台（川東運営協議会、川東西部所属）
- 下郷、田之上、松神子、又野、楠崎、新田、白浜、東浜、阿島、町、本郷、山端、浮嶋、澤津、宇高、東雲、松乃木

### 上部地区20台（船木、角野、泉川、中萩委員会所属）
- 長野、池田、久保原、元船木、高祖、新田、中筋、北内、喜光地、上泉、下泉、東田、松木坂井、土橋、上原、本郷、治良丸、萩生東、萩生西、岸之下

### 大生院地区4台
- 上本郷、岸影、喜来、下本郷（隣接する西条市の太鼓台と飯積神社祭礼へ参加）

## 観光イベントとしての太鼓祭り
新居浜太鼓祭りは、毎年十数万人の観客で賑わう。このため、祭りを観光資源として活用しようとする動きは昭和時代からある。しかしながら神社の例大祭として地域祭礼及び宗教行為としての側面もあるため行政機関が直接関与することは難しく、このため地方の観光イベントとして広報活動などを行っている。
2007年には愛媛県、新居浜市、及び関連の事業者・団体により、観光資源としてグレードアップを図ろうと、「えひめの祭り観光ブランド化モデル事業」が始まった。これは、全国に誇れる祭りとして情報発信の強化、都市圏域からの観光客数の増大、広域観光ネットワークの形成を狙いとし、入込客数を約30万人～約50万人にしようという構想である。それらの取り組みが、旅行会社による新居浜太鼓祭り見学ツアーの商品化に繋がり、市外からのさらなる観光客増が期待されている。
また、新居浜太鼓祭りは各地の祭りやイベントに参加するなどPRに余念がない。1970年（昭和45年）に大阪府で開催された日本万国博覧会に参加したのを皮切りに、国内外を問わず太鼓台の派遣を行う。
さらに、開催日を従来の固定制から土日を含んだ週末開催に変更し、市外からの観光客の増加を図ろうとする議論がある。2008年（平成20年）は、多くの反対があるなか川西地区が週末開催を実行したが、以降は従来の日程に戻っている。
上部地区でも2011年（平成23年）に週末開催を実行したが、従来の開催日（10月18日）に行われる、氏神である萩岡神社の神輿渡御に参加を決定した岸之下と萩生西の2台を、中萩の運営委員会が除名するなど問題が残った。

## 喧嘩

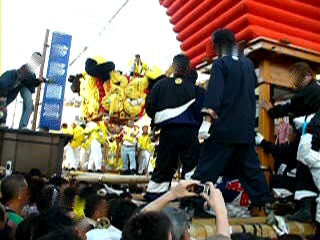
平成19年川西地区鉢合わせ

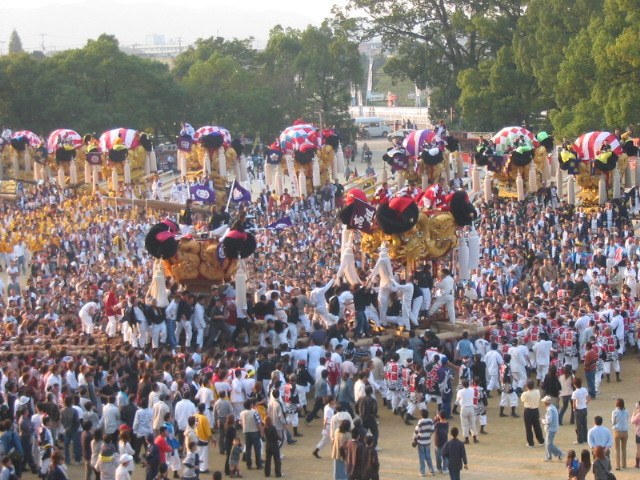
平成16年上部地区鉢合わせ

喧嘩の要因として古くは漁師の漁場の奪い合いなどに端を発した事例、突発的に発生するもの、地区の怨恨による因縁対決など様々である。あわせて、かき夫や興奮した多数の観客が暴徒化して警察官を圧倒し群衆との衝突に及んだり、長年の因縁により敵対する自治会建物の破壊に及ぶ等の行為も毎年の光景となっている。このため愛媛県警は近年では現場の監視のため機動隊を投入している（あくまで監視であり喧嘩への介入はしない）。後日まれに処罰を課せられる場合、自治会の代表者が出頭して口頭での注意を受け、翌年の出場停止を命ぜられる。このため、毎年「安全に対しては各自治会は神経を遣う」というが、そのような場合でも処分を受けたはずの太鼓台は代表者を変えて翌年も何事もなく出されている。
昭和40年頃から、喧嘩で多くの死傷者が出ることに懸念を募らせた新居浜市と愛媛県警は「平和運行」など形ばかりのスローガンをかかげ、喧嘩行為の排除を試みた。しかし平成に入ると喧嘩は一層激しさを増し、例記すると1993年には川西地区で東町太鼓台と西町太鼓台が鉢合わせを行い、これが原因で東町自治会館が破壊された。また1997年には新居浜市制施行60周年イベントの会場で久保田太鼓台と江口太鼓台が鉢合わせを行い、江口太鼓台が破壊され多数の重軽傷者を出した。同年、川東地区では松神子太鼓台が警察の制止を振り切り宇高太鼓台と鉢合わせをし、詰めかけた観光客が将棋倒しとなり死亡者が発生するなどの事態となった。毎年繰り返し発生するこれらの事件は、その都度ニュース番組や新聞などがトップニュースとして報じるなど、新居浜太鼓祭りの恒例の風物詩として、しばしば報道機関でも大きく取り上げられ話題となっている。
2022年には祭り中に発生した暴行・負傷の被害者が新居浜警察署に被害届を出そうとした際、警察側が｢けんか祭りは、けんかが起きたらやるってこと｣ として届を受理しなかったなどの不適切な対応に被害者が届の提出を断念した事案があり、本来 取り締まりをするべき警察においてすら、祭りでの喧嘩を許容している実態が浮き彫りとなった
2025年には、市内に拠点を置く住友グループ系企業4社からブランドイメージ悪化を懸念し事実上の｢出禁措置｣を申し入れる事態へと発展した。新居浜市は西沿岸部に住友系の工場や事業所が数多く存在している都市であり、その中でも住友化学や住友重機械などが立地する交差点は｢工場前｣と呼ばれる定番スポットである。だがこの｢工場前｣で行われるかきくらべでは抗争が後を絶たず、｢(住友が)喧嘩の場所を貸しているような誤解を与えかねない｣との懸念から前2社と住友金属鉱山、住友共同電力の4社連名で市と警察に｢トラブル対策が難しい場合、ルート変更等でかきくらべ中止を求める｣などと強い対応を取る事態となっている。さらにはYouTube上であたかも｢太鼓祭りでは喧嘩が合法｣であるかのように紹介する者もいるうえ動画に協賛する太鼓台も複数いるとのことで、市も大阪・関西万博への派遣も行う中でイメージダウンを懸念し調査中であるとした。

## 祭りと市民気質
新居浜市出身者は、他地域の大規模な祭りの例にもれず 何よりも祭りを優先し、「盆・暮れ・正月は帰らなくとも、祭りには休みを取ってでも帰省してくる」として祭りに対する強い思い入れを抱く市民が多い。このため かき手たる男性の気合の入った装束のみならず、女性も華々しく着飾って見物するなど、市民にとって一種のハレの場となる。
古くから新居浜太鼓祭りはその歴史的経緯から、自治会間の対抗意識が強く、太鼓台の巨大さ・豪華さを常に競い合っている。また他地区の中古の太鼓台を購入してでも新たに太鼓台を持つ自治会も増えており、年々祭りの規模は増大している。
また新規で太鼓台を新調するには数億円もの費用がかかり、毎年の運行や維持管理にも多額の費用がかかる。それらの費用は太鼓台運行時に企業や個人から供される「御花」（寄付）や、かき夫となることを希望する者の参加費などで賄われたり、太鼓台を持つ地区の住民や企業への寄付依頼や自治会費上乗せ、地区の各種行事に参加しない自治会員から徴収する「立て入れ金」などで住民に相当の負担を強いているのが現状である。
祭り好きな市民気質から、寄付などを断れないという人も多い一方、祭りに関心のない市民を中心にこれらの費用負担を嫌って太鼓台のない地区へ転居する世帯、自治会への加入を拒否する世帯も少なくなく、新居浜市外へ転出する世帯もある。
一方、現在では少子高齢化によるかき夫の高齢化が進んでおり、かき夫不足に悩む太鼓台も年々増加している。

## 学校での祭り集会と子供太鼓台
新居浜市内の全小学校と上部地区の中学校には、太鼓台が入り「お祭り集会」が開催される。また、「上部地区山根グラウンド統一かきくらべ」では、普通の太鼓台の前座として子供太鼓台が披露される。また、毎年5月の連休に「春は子ども天国」と称して子供太鼓台の運行が行われる。
子供太鼓台は、通常の太鼓台に比べ大きさは小さく、他地域の太鼓台とほぼ同様であるが、指揮者など太鼓台における役割分担はほぼそのまま踏襲されている。
子供太鼓台との区別のため、地元では通常の太鼓台を「大人太鼓台」と呼ぶのが一般的である。
子供太鼓台は文字通り子供が主体となるものの、大人がサポートに入る他、大人がかくこともある。

## 地方祭休業
新居浜では、祭り期間中の「地方祭休業」が通例化している。地元企業を中心に休業、病院や診療所は休診、学校は休校となるところが多い。元日に近い様相になるが、官公庁、銀行などは通常業務を行う。ただし、有給休暇を消化し祭りに参加する市民も多く、行政でも地方祭での有給休暇消化を奨励している。ちなみに、新居浜市・西条市は相互で越境しての通勤者がままある都市であるが、隣市の西条祭りの参加者は、新居浜市の地方祭休業との日程差を有給休暇の消化で穴埋めする。したがって、この祭りの期間中は、休業状態となる企業や各部署も少なくない。

## 交通への影響
かきくらべ会場などの付近は、太鼓台の進入路を確保する目的などで車両進入禁止の臨時の交通規制が行われる。それ以外にも、かきくらべ会場周辺では太鼓台が道路を塞ぐ上、県外、市外からの見物客の車両などによる大渋滞が毎年発生している。
路線バスは迂回運行、臨時運休となる便が出る他、近年では太鼓台の運行状況によっては経路変更や区間運休を行う可能性があると示した「条件付き運行」が行われるうえでの運行ダイヤの大幅な改変や遅延も頻繁に発生している。
一方、新居浜市では祭り期間中にも帰省ラッシュが発生する。せとうちバスは例年この時期、ゴールデンウィーク、お盆、年末年始同様、関東・関西方面からの高速バスを増便して対応しており、また日時や時間帯により新居浜インターチェンジを先頭に渋滞が発生している。
また、新居浜市を走る予讃線は平成に入り電化が行われたが、新居浜市内では架線の下を太鼓台が通れるよう、高い位置に架線を引いている。

## テレビ中継・特集など
NHKや民放各社（フジテレビ、日本テレビ、TBS、テレビ朝日系列など）でこれまでにも多くの新居浜太鼓祭りの特集が放映されている。